# Peng Zhen
Peng Zhen (pronunciado [pʰə̌ŋ tʂən]; 12 de outubro de 1902 – Pequim, 26 abril de 1997) foi um dos principais membros do Partido Comunista da China. 
Foi um dos mentores da criação do Partido em Pequim, após a vitória dos comunistas na guerra civil chinesa de 1949, mas foi expulso do movimento durante a Revolução Cultural, por ter visões destoantes das de Mao acerca do papel da literatura com relação ao Estado. Foi reabilitado sob Deng Xiaoping em 1982, com outros funcionários "injustamente acusados", tendo se tornado o chefe inaugural do Comitê Político e Legislativo do PCC Central.